# Our Cross - Our Sins
Our Cross - Our Sins è il secondo album in studio dei Rondinelli, uscito nel 2002 per l'etichetta discografica MTM Music.

## Tracce
1. Naughty Dragon	(T. Rondinelli, B. Ronidinelli, Feldman) 05:38
2. Dawn (T. Rondinelli, B. Ronidinelli, Feldman, R. Rondinelli) 05:39
3. It's A Lie (T. Rondinelli, B. Ronidinelli, Feldman) 05:15
4. The Meaning Of Evil (T. Rondinelli, B. Ronidinelli) 06:25
5. Midnight Hour (T. Rondinelli, B. Ronidinelli) 05:29
6. Find The One (T. Rondinelli, B. Ronidinelli) 05:26
7. Bulls Eye (T. Rondinelli, B. Ronidinelli) 06:29
8. Time (T. Rondinelli, B. Ronidinelli, Feldman) 05:14
9. Our Cross - Our Sins (T. Rondinelli, B. Ronidinelli) 03:58

### Versione giapponese
1. The Meaning of Evil
2. It's a Lie
3. Midnight Hour
4. Naughty Dragon
5. Dawn
6. Find the One
7. Bulls Eye
8. Time
9. Ride on Fire [bonus]
10. Our Cross - Our Sins

## Formazione
- Tony Martin - voce
- Teddy Rondinelli - chitarra
- Neil Murray - basso
- Bobby Rondinelli - batteria